# VI. Gergely (ellenpápa)
VI. Gergely (? – 1018 után) lépett fel a történelem folyamán 17.-ként ellenpápaként. Életéről és uralkodásáról sem tudunk túl sokat, hiszen az ő hivatala akkor jöhetett létre, amikor Rómában egy új rendszer ragadta magához a hatalmat.
Gergelyről a történelem lapjain igen homályos adatokat olvashatunk. Származásáról mindössze annyi bizonyos, hogy a nagy befolyású Crescenti család rokona volt. Amikor 1012-ben IV. Szergiusz pápa meghalt, az uralmon lévő nemes család Gergelyt tette meg pápának. Azonban a család uralmával elégedetlen nemesek szembeszálltak a döntéssel, és még a felszentelés előtt saját jelöltjük, II. Theophülaktosz, tusculumi gróf mögött sorakoztak fel. Ezt a pártot főként a grófi család vezette. A tusculumiak elérték, hogy a zsinat Theophülaktoszt válassza meg egyházfőnek, és őt szenteljék fel Szent Péter trónjára 1012. május 18-án, VIII. Benedek néven.
De a ceremónia ideje alatt az örök városban már Gergely hívei harcokat kezdtek az ellenséges család ellen, így a frissen felszentelt Benedeknek menekülnie kellett Rómából. Gergely júniusban tétette fejére a tiarát. De a Lateránba alig hogy beköltözött, Benedek II. Henrik német-római király seregének az élén a város falai alá érkezett. A rémült Gergely azonnal elmenekült a városból, amelyet Benedek pár nap alatt elfoglalt, és 1013 végére már nem maradt semmi a Crescentiek hatalmából (és életéből, vagyonából sem…). Benedek 1014. február 14-én császárrá koronázta Henriket, és szövetséget kötött vele. Erről Gergely mit sem tudott, és időközben Németországba, Pfalzba menekült. 1014-ben talpig pápai díszben jelent meg Henrik udvarában, és követelte a császár elismerését. De az uralkodó elvette tőle az egyházfői jelképeket, megfosztotta hivatalától és elbocsátotta. További életéről nem maradt fenn semmi.